# خیام
عُمَر خَیّام نِیشابوری (نام کامل: غیاث‌الدین ابوالفتح عُمَر بن ابراهیم خَیّام نیشابوری؛ ۱۸ مه ۱۰۴۸ – ۴ دسامبر ۱۱۳۱) که خیامی و خیامی النّیسابوری هم نامیده شده است، همه‌چیزدان، فیلسوف، ریاضی‌دان، ستاره‌شناس و شاعر رباعی‌سرای ایرانی در دورهٔ سلجوقی بود. گرچه جایگاه علمی خیام برتر از جایگاه ادبی اوست و لقبش «حجّةالحق» بوده است، ولی آوازهٔ وی مدیون رباعیات منسوب به اوست که شهرت جهانی دارد. آوازهٔ وی در غرب به‌طور مشخص بیشتر مدیون ترجمهٔ ادوارد فیتزجرالد از رباعیات او به زبان انگلیسی است.
یکی از برجسته‌ترین کارهای وی را می‌توان سر و سامان دادن و سرپرستی محاسبات گاه‌شماری ایران در زمان وزارت خواجه نظام‌الملک که در دورهٔ پادشاهی ملک‌شاه سلجوقی (۴۲۶–۴۹۰ هجری قمری) بود، دانست. وی در ریاضیات، نجوم، علوم ادبی، دینی و تاریخی استاد بود. نقش خیام در حل معادلات درجهٔ سوم و مطالعاتش دربارهٔ اصل پنجم اقلیدس نام او را به‌عنوان ریاضی‌دانی برجسته در تاریخ علم ثبت کرده است. نوپیدا کردن نظریه‌ای دربارهٔ نسبت‌های هم‌ارز با نظریهٔ اقلیدس نیز از مهم‌ترین کارهای اوست.
شماری از تذکره‌نویسان، خیام را شاگرد ابن‌سینا و شماری نیز او را شاگرد امام موفق نیشابوری خوانده‌اند. صحت این فرضیه که خیام شاگرد ابن‌سینا بوده است، بسیار دور از ذهن می‌نماید؛ زیرا از دیدِ زمانی با هم تفاوت زیادی داشته‌اند. خیام در جایی ابن‌سینا را استاد خود می‌داند، ولی این استادی ابن‌سینا جنبهٔ معنوی دارد.

## زندگی

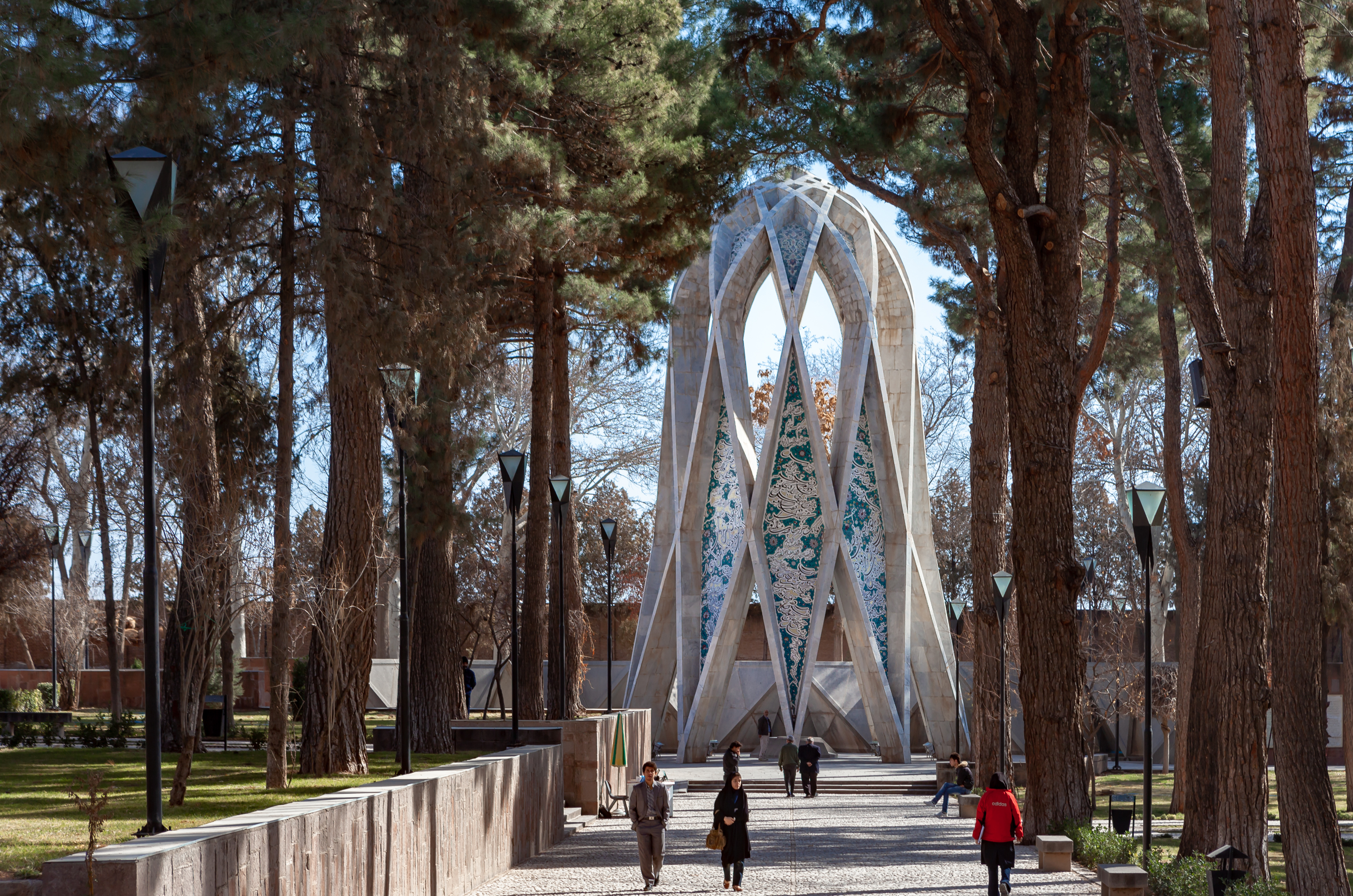
باغی در شهر نیشابور که آرامگاه خیام در آن قرار دارد. این آرامگاه توسط هوشنگ سیحون، معمار ایرانی، طراحی شد و در فروردین ۱۳۴۲ شمسی افتتاح شد.

### ریاضیات

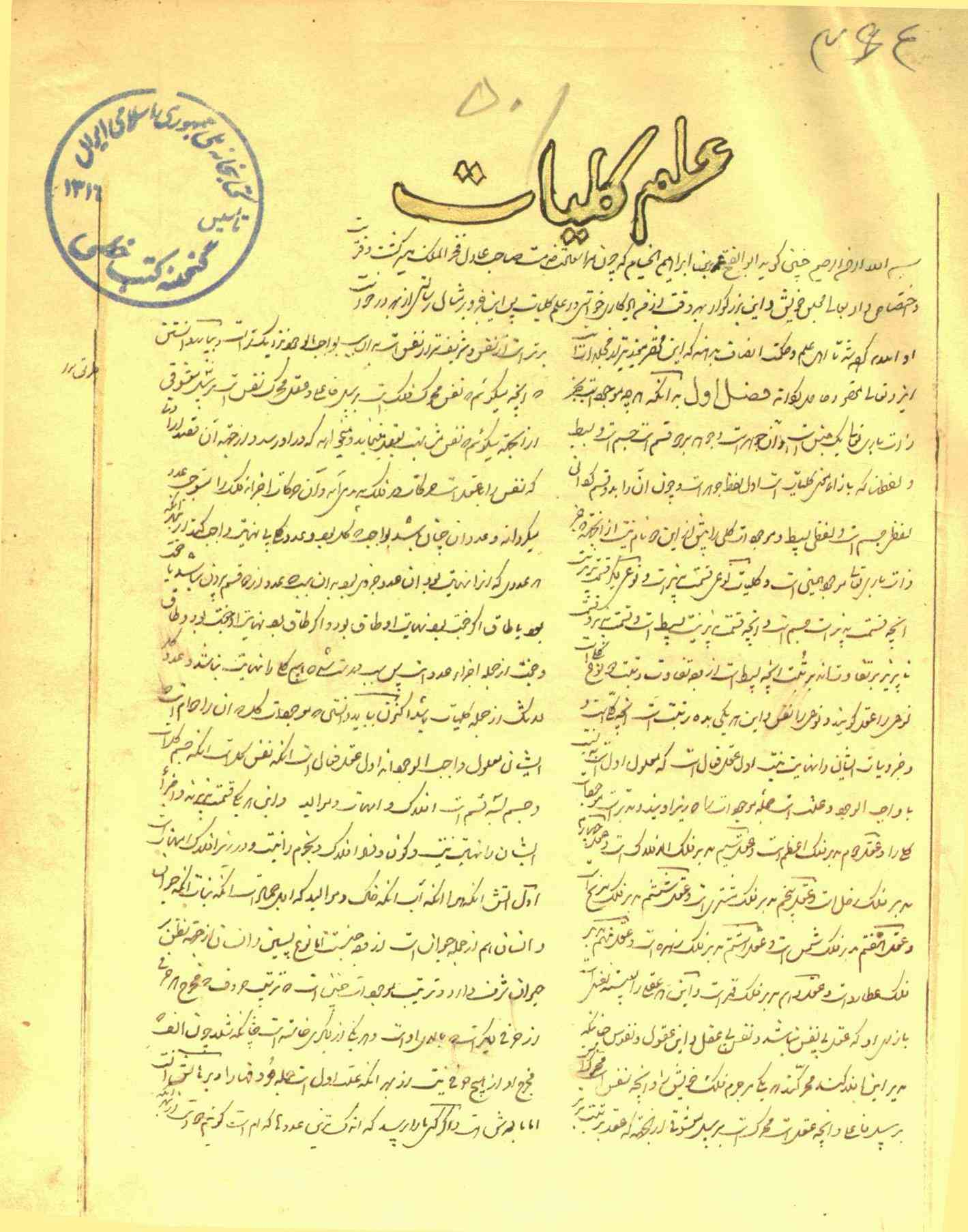
صفحه اول رساله در علم کلیات وجود، کتابخانه دیجیتال ملی ایران

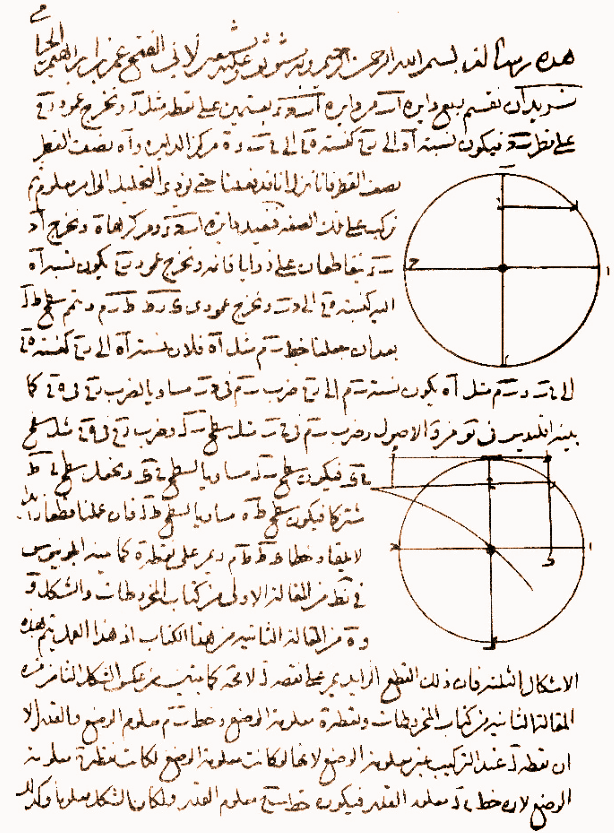
نسخه خطی از کتاب معادله مکعب و تقاطع کره‌های مخروطی اثر عمر خیام

### ادبیات

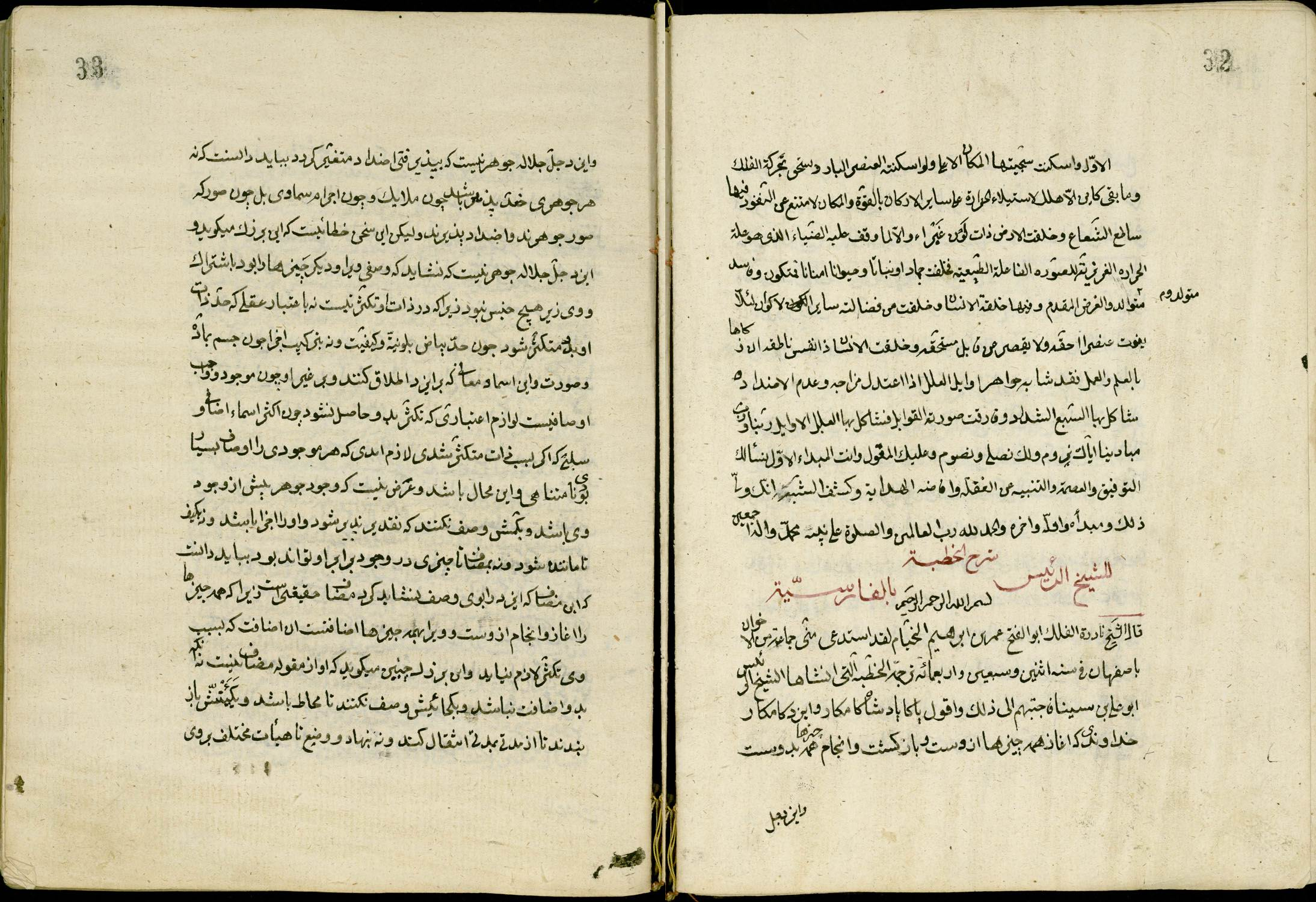
صفحهٔ اول شرح الخطبة الغراء تفسیر الخطبة الغراء (خطبه توحیدیه) ابن سینا توسط خیام به زبان فارسی، کتابخانه دیجیتالی کارو میناسیان

## تصحیحات رباعیات خیام

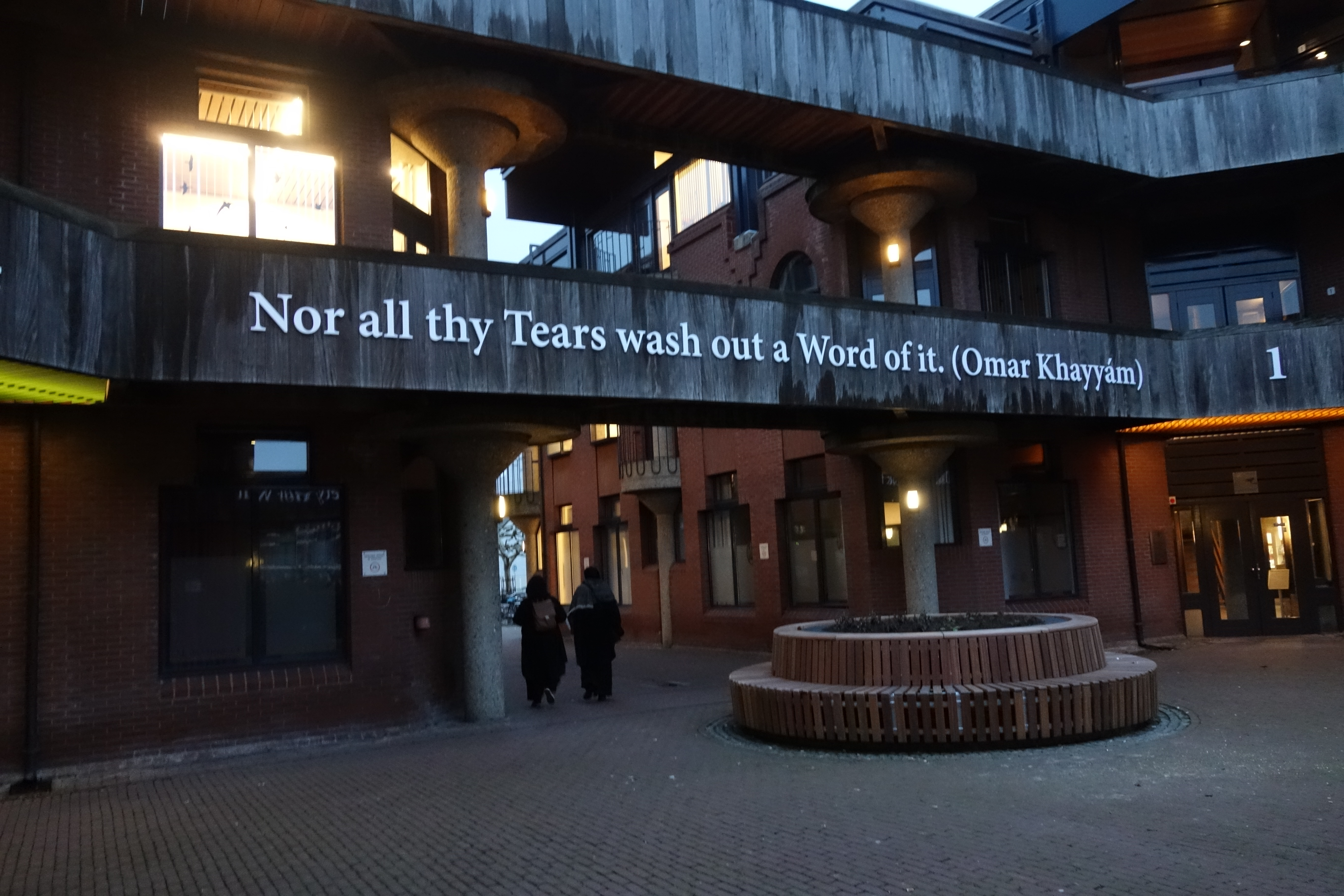
ترجمه‌ای انگلیسی از اشعار خیام بر روی ساختمانی در دانشگاه لیدن، هلند

## متاثران از اندیشه‌های خیام در ایران و جهان

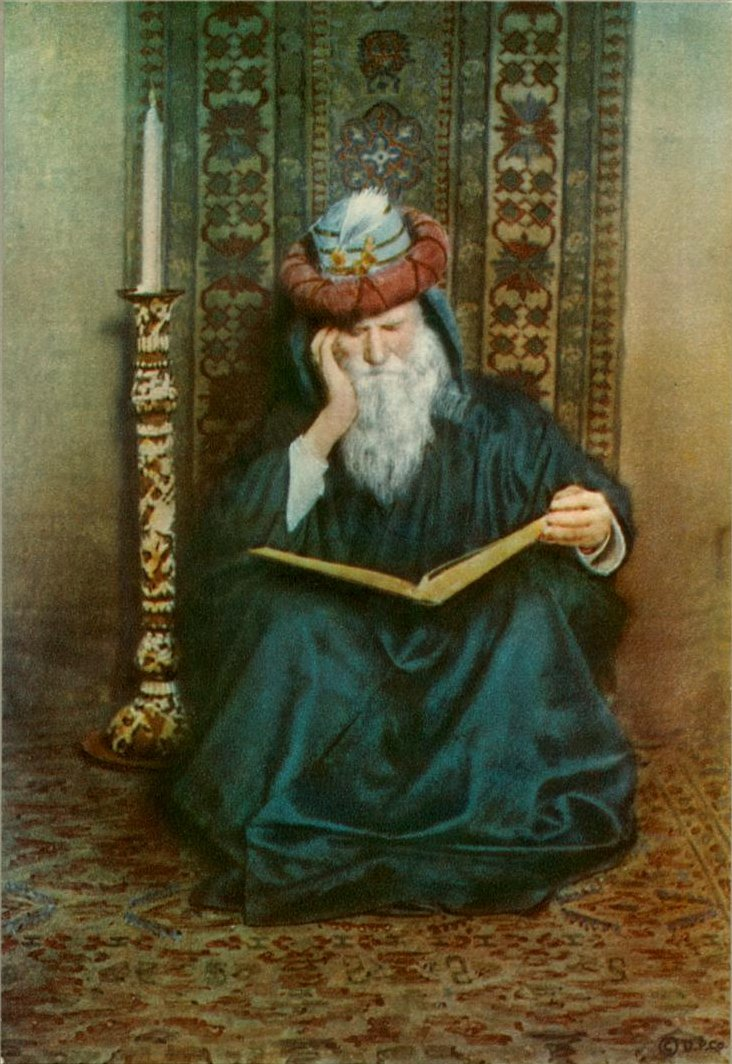
پیرمردی با کلاه ایرانی در حال مطالعهٔ رباعیات عمر خیام زیر نور شمع، اثر آدالاید هنسکام

### چهرهٔ جهانی خیام

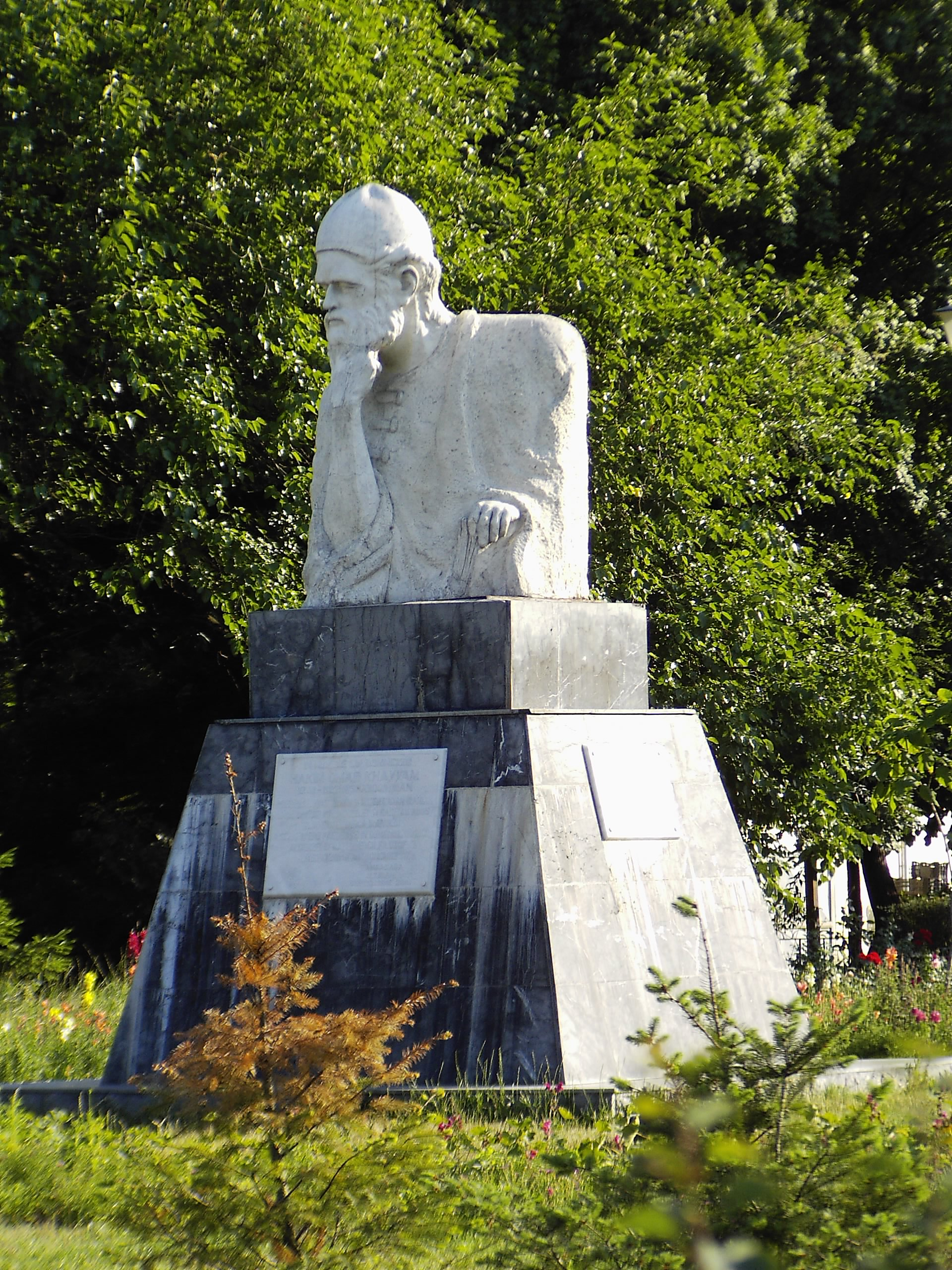
تندیس خیام در بخارست، پایتخت رومانی

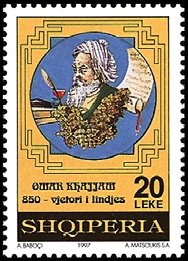
تمبر چاپ کشور آلبانی با عنوان «۸۵۰مین سالگرد تولد عمر خیام»

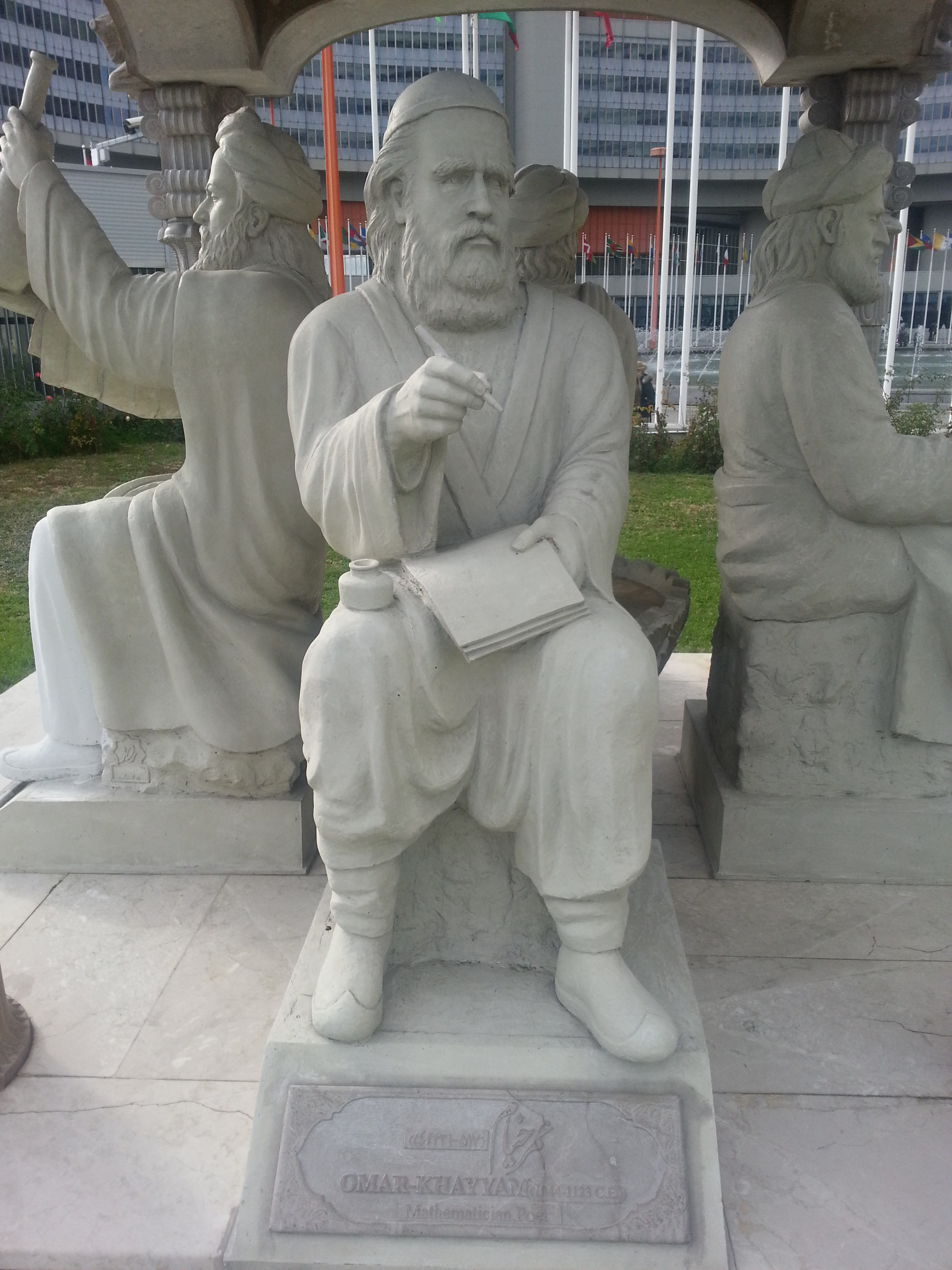
چهارتاقی دانشمندان ایرانی

### نام‌گذاری به نام خیام

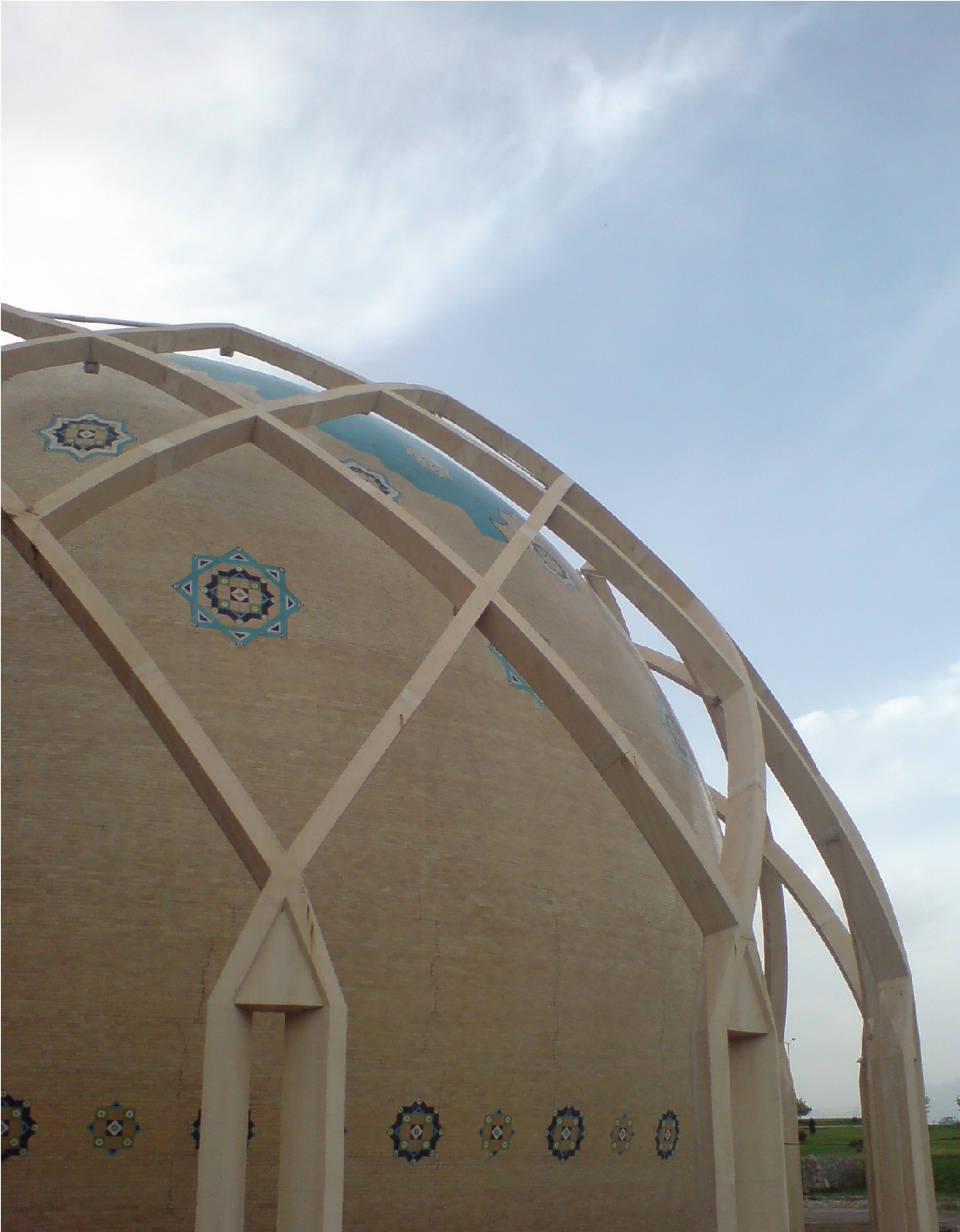
افلاک نمای خیام در نیشابور.

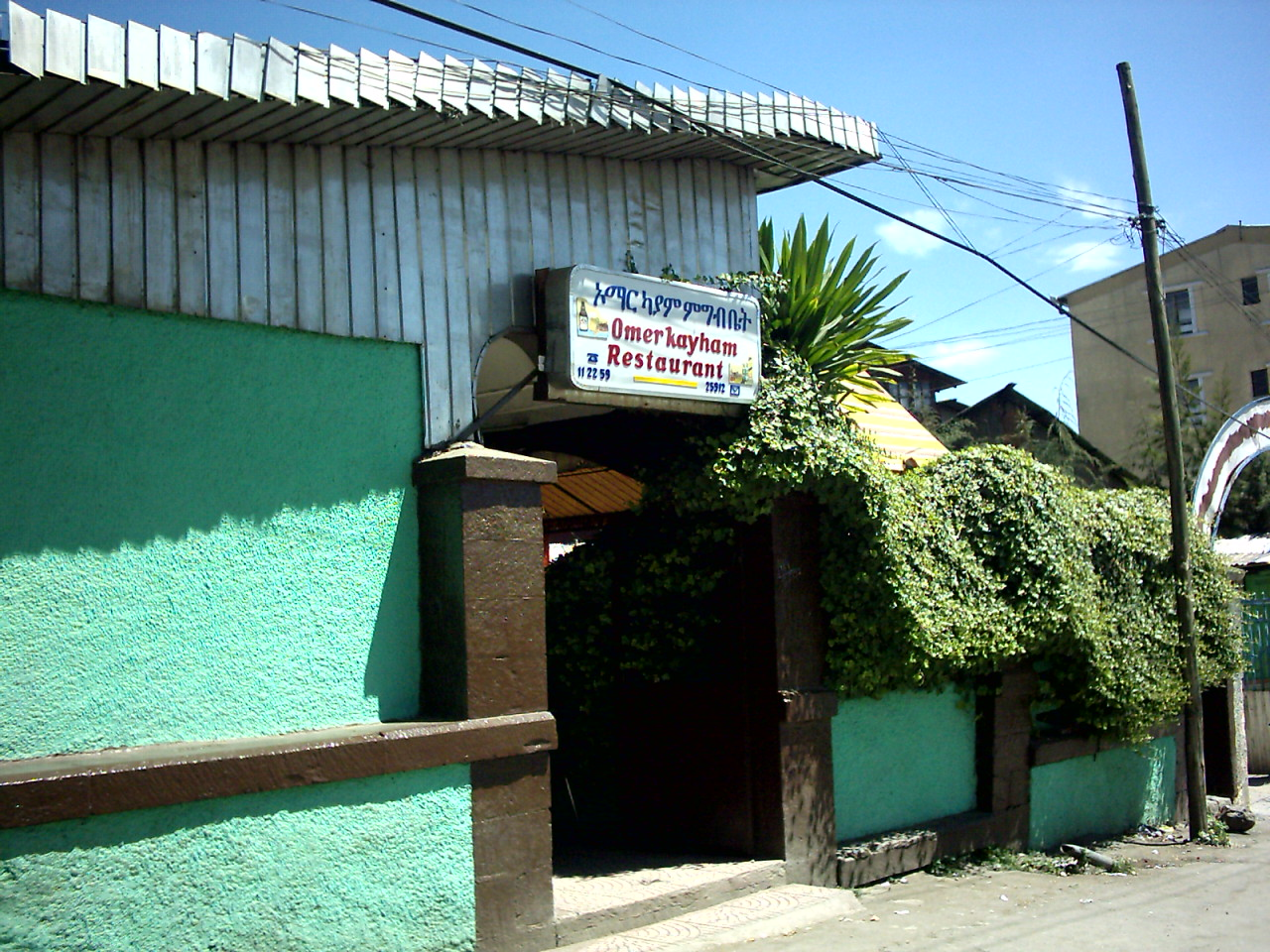
رستوران عمر خیام در آدیس آبابا.

## منبع‌شناسی